# Le Nouvel Homme invisible
Pour les articles homonymes, voir L'Homme invisible.
Le Nouvel Homme invisible (Gemini Man) est une série télévisée américaine créée par Harve Bennett, Steven Bochco et Leslie Stevens composée d'un épisode-pilote de 90 minutes diffusé le 10 mai 1976 et de onze épisodes de 47 minutes dont seulement cinq ont été diffusés entre le 23 septembre et le 28 octobre 1976 sur le réseau NBC.
En France, la série a été diffusée à partir du 9 avril 1977 sur TF1 puis rediffusée dans les années 1980 sous son titre original, Gemini Man. Elle a notamment été programmée au sein de l'émission La Une est à vous.

## Origine
Cette série est librement adaptée du célèbre roman de H. G. Wells publié en 1897. De nombreuses adaptations du roman ont été faites au cinéma et à la télévision.

## Synopsis
Victime de l'explosion sous-marine d'un satellite soviétique, un agent du gouvernement des États-Unis, Sam Casey, est soumis à des radiations au cours d'une plongée. Cet accident, qui aurait pu lui coûter la vie, a pour effet de le rendre invisible en modifiant sa structure moléculaire. Le docteur Abby Lawrence crée pour Sam une montre équipée d'un stabilisateur moléculaire : en appuyant sur le bouton-poussoir de la montre, Sam peut maîtriser son invisibilité pendant quinze minutes par jour au maximum, sous peine de disparaître définitivement. Cela lui permet de mener à bien des missions d'espionnage. Pour l'aider à ne pas dépasser le temps fatidique des quinze minutes, le docteur Lawrence et son patron, Leonard Driscoll, portent aussi à leur poignet une montre reliée à celle de Sam, qui chronomètre chaque changement de statut...

## Fiche technique
- Titre original : Gemini Man
- Titre français : Le Nouvel Homme invisible puis Gemini Man
- Musique : Lee Holdridge (générique) ; Lee Holdridge, Mark Snow, Billy Goldenberg (compositeurs)
- Production : Harve Bennett, Robert F. O'Neill, Richard Milton, Frank Telford, Leslie Stevens
- Sociétés de production : Harve Bennett Productions, Universal an MCA Company
- Pays d'origine : États-Unis
- Langue : anglais mono
- Format image : 1.33 plein écran
- Nombre d'épisodes : 12
- Durée : 47 minutes
- Dates de première diffusion :  États-Unis : 23 septembre 1976 ;  France : 9 avril 1977

## Distribution
- Ben Murphy (VF : Yves-Marie Maurin) : Sam Casey
- Richard A. Dysart (VF : Raymond Loyer) : Leonard Driscoll (épisode 1)
- William Sylvester (VF : Raymond Loyer) : Leonard Driscoll (autres épisodes)
- Katherine Crawford (VF : Michèle André) : Abby Lawrence

## Épisodes
1. Le Nouvel Homme invisible (The Gemini Man - Codename Minus One) Épisode-Pilote de 90 minutes
2. La Route infernale (Smithereens)
3. Le Minotaure (Minotaur)
4. Sam Casey, Sam Casey (Sam Casey, Sam Casey)
5. Train de nuit (Night Train to Dallas)
6. Cours vite, Sam ! (Run Sam, Run)
7. Croisière dangereuse (Escape Hatch)
8. Le Combat du siècle (8, 9, 10 ... You're Dead)
9. Cibles (Targets)
10. Le Dissident (Suspect Your Local Police)
11. Grand Prix (Buffalo Bill Rides Again)
12. Le Retour du lion (Return of the Lion)

- En 1976, après la série, est sorti un téléfilm de 95 minutes, Riding with Death (inédit en VF) ; il s'agit en fait de deux épisodes regroupés (La Route Infernale et Grand Prix).

## Commentaires
Quand paraît la série, les montres à cristaux liquides - montre dont se sert le héros Sam Casey pour disparaître et réapparaître - venaient tout juste d'être commercialisées. Cette technologie mise au service de l'horlogerie était une nouveauté qui a rencontré, à l'époque, un succès planétaire, nouveauté qui a vraisemblablement inspiré les scénaristes de cette série.

## DVD (France)
- Coffret de 5 DVD chez l'éditeur "Éléphant Films" sorti le 20 novembre 2013 (image remastérisée). Une exclusivité française car elle n'est sortie nulle part dans le monde, y compris aux États-Unis.